# Stenellipsis brunneofasciata
Stenellipsis brunneofasciata là một loài bọ cánh cứng trong họ Cerambycidae.